# Trachinus pellegrini
Trachinus pellegrini är en fiskart som beskrevs av Cadenat 1937. Trachinus pellegrini ingår i släktet Trachinus och familjen fjärsingfiskar. Inga underarter finns listade i Catalogue of Life.
Arten förekommer i östra Atlanten från Kanarieöarna och Marocko över Kap Verdeöarna till Gabon. Den vistas i regioner som ligger upp till 150 meter under havsytan. Individerna gräver sig ner i sandig grund eller slam mellan klippor.
Genom första fenstråle på ryggfenan samt genom en tagg på gälöppningen kan fisken överföra gift. När individen är gömd är bara ögonen och ryggfenans gifta fenstråle synliga. Trachinus pellegrini äter främst ryggradslösa djur som sällan kompletteras med mindre fiskar. Arten blir upp till 21,5 cm lång.
Under trålfiske kan exemplar av arten förekomma som bifångst. Allmänt är inga hot mot beståndet kända. IUCN listar Trachinus pellegrini som livskraftig (LC).